# Lac Chevrillon
Lac Chevrillon är en sjö i Kanada.   Den ligger i regionen Nord-du-Québec och provinsen Québec, i den östra delen av landet, 500 km norr om huvudstaden Ottawa. Lac Chevrillon ligger 362 meter över havet. Arean är 27,0 kvadratkilometer. Den sträcker sig 11,4 kilometer i nord-sydlig riktning, och 12,2 kilometer i öst-västlig riktning.
Runt Lac Chevrillon är det glesbefolkat, med 11 invånare per kvadratkilometer.